# Полет 2120 на „Найджерия Еъруейс“
Полет 2120 на „Найджерия Еъруейс“ е чартърен пътнически полет от Джида, Саудитска Арабия до Сокото, Нигерия, при който на 11 юли 1991 г. самолетът се запалва малко след излитане от международното летище „Крал Абдулазиз“ и се разбива при опит за връщане за аварийно кацане, всички 247 пътници и 14 членове на екипажа на борда умират при катастрофата. Разследването проследява пожара до недостатъчно напомпани гуми, които прегряват и се спукват по време на излитане, и впоследствие установява, че ръководител на полета попречва на подмяната на тези гуми, тъй като самолетът изостава от графика. Самолетът е „Дъглас DC-8“, управляван от „Нейшънеър Канада“ за „Найджерия Еъруейс“. Полет 2120 е най-смъртоносната катастрофа с DC-8 и най-смъртоносната авиационна катастрофа с участието на канадска авиокомпания.
Скоро след инцидента група базирани в Торонто стюардеси на „Нейшънеър Канада“ обединяват средства, за да създадат мемориална плоча, изписана с имената на жертвите. Мемориалът, заедно с черешово дърво, засадено в памет на техните колеги, които загиват в Джида, се намира в главния офис на летищната администрация на Торонто.
Катастрофата и лошата репутация на „Нейшънеър Канада“ в обслужването на механични проблеми нанася щети по репутацията на компанията. Тези трудности се задълболчават и от уволнението на стюардеси заради синдикални действия и 15 месеца операторът е блокиран, което довежда до тежко финансово положение. „Нейшънеър Канада“ дължи милиони долари на канадското правителство и кредиторите започват да конфискуват самолетите им. Фирмата е обявена в несъстоятелност през май 1993 г., като дължи 75 милиона канадски долара. През 1997 г. обственикът ѝ се признава за виновен в измама във връзка с дейността на фирмата.